# 2012 VP113
2012 VP113是一顆海王星外天體。天文學家於2014年3月26日宣布發現2012 VP113。2012 VP113的絕對星等（H）為4.1等，所以它可能是一顆矮行星。它的大小預計為賽德娜的一半，大約與雨神星相當。發現2012 VP113團隊暱稱這顆天體為“副總統”（VP）或「拜登」，因為發現當時的美國副總統為喬·拜登。
2012 VP113表面被認為是具有粉紅色的色調，來自於輻射對於冷凍水、甲烷和二氧化碳產生化學作用變化。這種顏色來自於巨大氣體區域，而不是傳統的柯伊柏帶（多數為暗紅色天體）。

## 發現過程
2012年11月5日，2012 VP113首次被天文學家發現，當時天文學家使用美國國家光學天文台托洛洛山美洲際天文台4米口徑的布蘭科望遠鏡（Víctor M. Blanco Telescope）觀測天空。天文學家之後利用智利拉斯坎帕納斯天文台卡內基科學機構6.5米口徑的麥哲倫望遠鏡被確定其軌道及表面特性。天文學家公佈2012 VP113發現消息前，只通過托洛洛山美洲際天文台（807）和拉斯坎帕納斯天文台（304）追蹤過該天體。2012 VP113的觀測弧約1年。

## 軌道
2012 VP113擁有在所有太阳系已知天体中最远的近日點。2012 VP113在1979年左右通過近日點，距離太陽為80天文單位，它目前距離太陽為83天文單位。其余只有四個太陽系天體已知有超過47天文單位以上的近日點：小行星90377（76 AU）、2004 XR190（51 AU）、2010 GB174（48 AU）與2004 VN112（47 AU）。近日點位於50-75天文單位的天體似乎不容易被天文學家觀測到。
2012 VP113可能是一顆假設的內奧爾特雲成員。它的近日點、近心點幅角與位置類似賽德娜。事實上，所有已知半長軸超過150天文單位、近日點位於海王星以外的天體，近心點幅角都聚集於340°附近。這種現象可能表示這些天體的形成機制類似。
2012 VP113的近日點距離為何位於柯伊伯帶以外目前仍然未知。它的軌道特點（類似塞德娜）都被解釋為可能是由一顆恆星或一顆幾百地球質量的類海王星行星於距離太陽數百個天文單位的位置經過所造成的。2012 VP113甚至可能是被捕獲的太陽系外行星。然而，天文學家認為2012 VP113更有可能的是多個疏散星團（太陽在其中形成）交互作用所造成的。

## 外部連結
- Orbital simulation（页面存档备份，存于） from JPL (Java) / Horizons Ephemeris（页面存档备份，存于）
- 2012 VP113 Inner Oort Cloud Object Discovery Images from Scott S. Sheppard/Carnegie Institution for Science.